# Minous longimanus
Minous longimanus är en fiskart som beskrevs av Regan, 1908. Minous longimanus ingår i släktet Minous och familjen Synanceiidae. Inga underarter finns listade i Catalogue of Life.